# ناتاليا فيكو
ناتاليا فيكو (بالإسبانية: Natalia Vico)‏ مواليد 10 نوفمبر 1992، هي لاعبة كرة يد أرجنتينية. مثلت منتخب الأرجنتين لكرة اليد للسيدات.

## سجل المنافسة
شاركت في البطولات التالية:
- بطولة العالم لكرة اليد للسيدات 2013